# Osteocephalus vasquezi
Espèce
Osteocephalus vasquezi est une espèce d'amphibiens de la famille des Hylidae.

## Répartition
Osteocephalus vasquezi a été découvert au Pérou dans la province d'Oxapampa, sur les pentes orientales des Andes entre 1 000 et 1 150 m d'altitude dans une réserve de la jungle centrale.

## Description
Cette espèce se distingue d’Osteocephalus mimeticus par son ventre de couleur crème, avec des taches et des points brun chocolat, et son têtard présentant une très grande bouche. Ces deux espèces ont divergé au début du Pléistocène, il y a environ 2,5 millions d'années.

## Systématique
L'espèce Osteocephalus vasquezi a été décrite en 2023 par Pablo J. Venegas (d), Luis A. García-Ayachi (d), Eduardo Toral (d), José Malqui (d) et Santiago R. Ron (d).

## Étymologie
Son épithète spécifique, vasquezi, lui a été donnée en l'honneur de Pedro Vásquez Ruesta, ingénieur forestier péruvien, pionnier dans la gestion de la faune péruvienne. Depuis 1978 il travaille au développement d'une gestion de la faune et des aires naturelles protégées à l'université nationale agraire La Molina située à Lima.

## Publication originale
- (en) Pablo J. Venegas, Luis A. García-Ayachi, Eduardo Toral, José Malqui et Santiago R. Ron, « A new species of spiny-backed tree frog, genus Osteocephalus (Anura, Hylidae), from the Yanachaga Chemillén National Park in central Peru », Evolutionary Systematics, Bulgarie, vol. 7, no 2,‎ 6 juillet 2023, p. 237-251 (ISSN 2535-0730, lire en ligne, consulté le 8 juillet 2023).